# Кампители (Ријети)
Кампители је насеље у Италији у округу Ријети, региону Лацио.
Према процени из 2011. у насељу је живело 4 становника. Насеље се налази на надморској висини од 47 м.